# Killers (film 2014)
Killers è un film del 2014 diretto da Kimo Stamboel e Timo Tjahjanto.

## Trama
Nomura è un serial killer giapponese che tortura le donne a morte e posta i video snuff delle sue azioni su internet. L'ex giornalista indonesiano Bayu, invece, ha perso tutto a causa di un politico corrotto, ha abbandonato la moglie e la figlia e desidera solo vendicarsi. Quando un giorno viene rapinato in un taxi e uccide i due ladri per legittima difesa, Bayu non resiste alla tentazione di filmare il tutto e di caricare le immagini online. Di fronte al filmato, Nomura si convince di aver trovato un fan e un apprendista da contattare.

## Produzione
Il film è una co-produzione tra Indonesia e Giappone in associazione con XYZ Films. Timo Tjahjanto ha menzionato in un'intervista che l'idea per il film è venuta da Takuji Ushiyama che, dopo aver visto il successo di Macabre, ha proposto una storia slasher che coinvolge due assassini mascherati in competizione per uccidere persone su Internet. La produzione del film ha coinvolto anche Million Pictures e la Merantau Films di Gareth Evans.

## Riconoscimenti
- 2014 - Indonesia Film Festival
  - Miglior montaggio sonoro a Sergei Groshev, Aria Prayogi
  - Miglior colonna sonora a Fajar Yuskemal
- 2015 - Fantaspoa International Fantastic Film Festival
  - Miglior film a Kimo Stamboel, Timo Tjahjanto